# Selenča
Selenča (cyr. Селенча) – wieś w Serbii, w Wojwodinie, w okręgu południowobackim, w gminie Bač. W 2011 roku liczyła 2996 mieszkańców.